# エンドキー

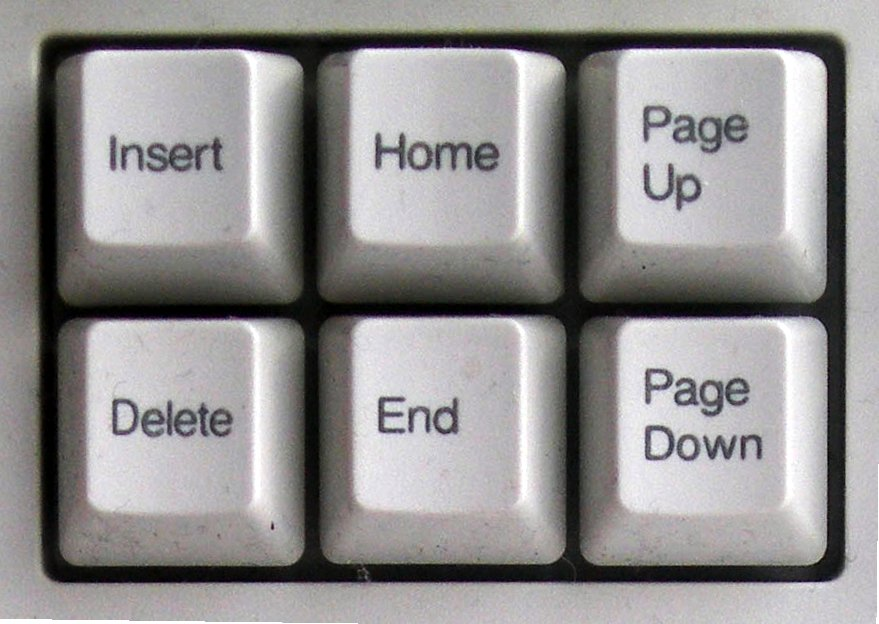
エンドキー（下段の中央のキー）

エンドキー（ENDキー、英：End key）は、コンピュータ用のキーボードのキーの一つで、ホームキーと反対の機能を持ち、カーソルを行の末尾に移動する用途などに使用される。

## 概要
エンドキーは通常は「End」と刻印されており、ホームキーの反対の機能を果たす。多くのコマンドライン環境、テキストエディタ、ワープロソフトなどでは、カーソルを現在の位置から行の末尾に移動（ジャンプ）する用途などに使用される。

## 歴史
詳細はホームキーを参照。

## 用途

### Windows
Windowsでは、移動する向きが反対である点を除けばホームキーと同様である。編集中はカーソルが現在の位置から行の先頭に移動する。編集できない場合は文書の末尾（最終ページ）に移動する。編集中でも「Ctrl + End」で文書の末尾（最終ページ）に移動する。編集中の「Shift + End」で現在の位置から行の末尾までを選択できる。

### macOS
大半のMacのアプリケーションでは、エンドキーは他のプラットフォームとは異なる動作をするが、移動する向きが反対である除けば、ホームキーとほぼ同様である。エンドキーが押されると、ウインドウは一番下に移動する。

### Linux
Linuxでは、エンドキーは基本的にはWindowsの場合と同じ働きをする。